# Еріон фіолетовогорлий
Еріон фіолетовогорлий (Eriocnemis vestita) — вид серпокрильцеподібних птахів родини колібрієвих (Trochilidae). Мешкає в Андах.

## Опис

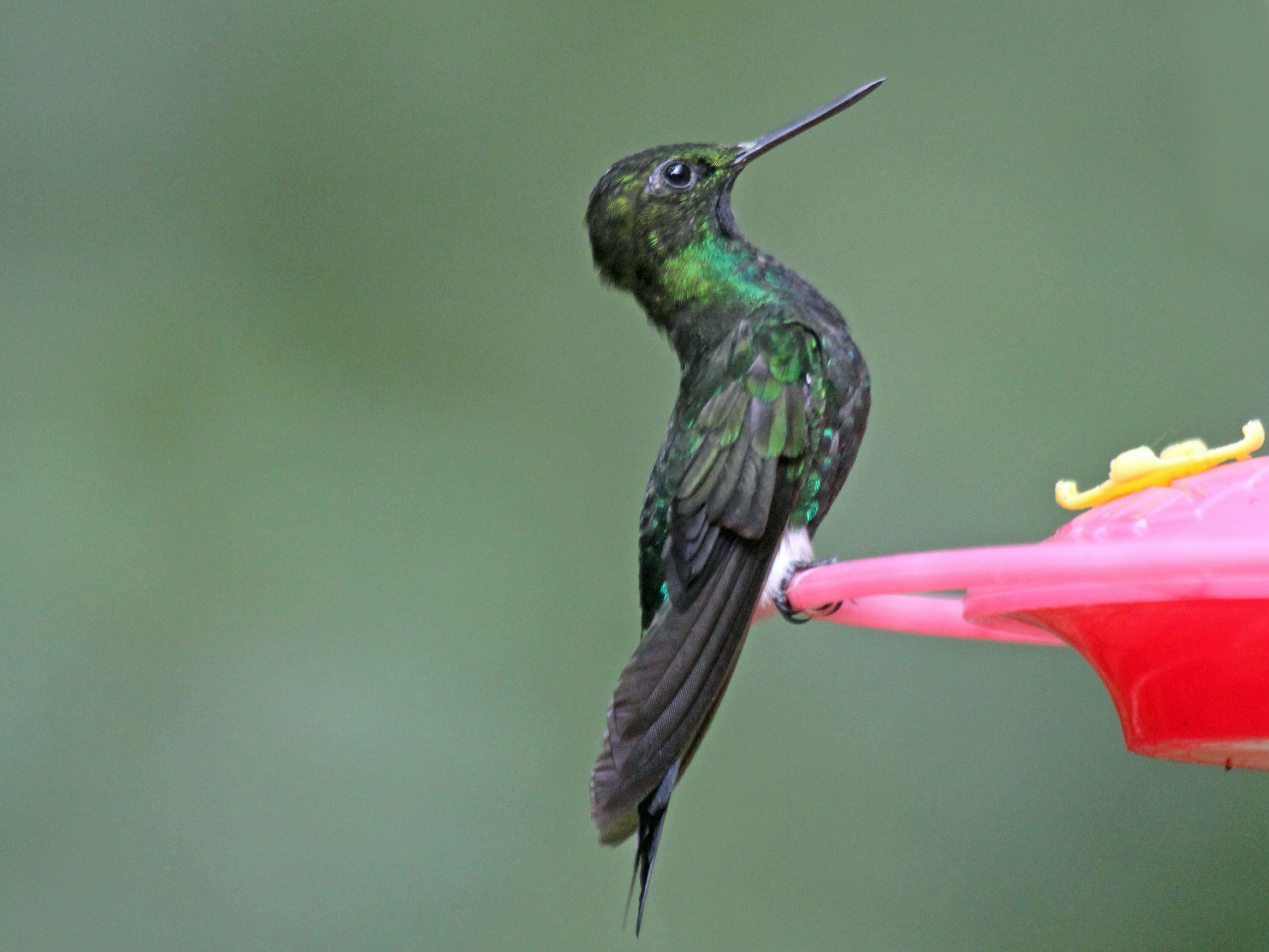
Фіолетовогорлий еріон

Довжина птаха становить 9-10 см, самці важать 3,3-7,2 г, самиці 3,6-5,3 г. У самців верхня частина тіла темно-зелена, блискуча, надхвістя золотисто-зелене. Горло і верхня частина грудей чорнувато-зелені, живіт золотисто-зелений. На горлі є блискуча фіолетова пляма з золотисто-зеленими краями. Гузка фіолетово-синя, блискуча. Лапи покриті білим пуховим пір'ям. Хвіст роздвоєний, темно-сталево-синій.
У самиць верхня частина тіла золотисто-зелена, блискуча. Нижня частина обличчя, горло і щоки у них рудувато-коричневі, окремі пера на них золотисто-зелені, блискучі. На горлі невелика фіолетова пляма. Живіт сірувато-зелени, поцяткований невеликими золотисто-зеленими блискучими плямками. Забарвлення молодих птахів є подібне до забарвлення самиць. 
У самців підвиду E. v. paramillo пурпурова пляма на горлі не має золотисто-зелених країв. У самців підвиду E. v. smaragdinipectus фіолетова пляма на голі більша, ніж у інших підвидів. Самці підвиду E. v. arcosae також мають велику пурпурову пляму на горлі, однак надхвістя і нижня частина спини у них жовтувато-зелені, живіт більш сірий, а дзьоб коротший, ніж у номінативного підвиду.

## Підвиди
Виділяють чотири підвиди:
- E. v. paramillo (Chapman, 1917) — північ Західного і Центрального хребта Колумбійських Анд;
- E. v. vestita (Lesson, RP, 1839) — Східний хребет Анд в Колумбії і на північному заході Венесуели (Кордильєра-де-Мерида);
- E. v. smaragdinipectus Gould, 1868 — Центральний хребет Анд в Колумбії і Еквадорі;
- E. v. arcosae Schuchmann, Weller & Heynen, 2001 — Анди на півдні Еквадору і на крайній півночі Перу.

## Поширення і екологія
Фіолетовогорлі еріони мешкають у Венесуелі, Колумбії, Еквадорі і Перу. Вони живуть на узліссях вологих хмарних лісів і карликових лісів, у високогірних чагарникових заростях і на високогірних луках парамо. Зустрічаються на висоті від 2250 до 4200 м над рівнем моря, переважно на висоті від 2800 до 3500 м над рівнем моря. Ведуть переважно осілий спосіб життя. 
Фіолетовогорлі еріони живляться нектаром квітучих низькорослих чагарників з короткими віночками, зокрема Palicourea, Clusia multiflora, Clusia pubescens, Tibouchina grossa і Gaylussacia buxifolia, а також комахами і павуками, яких ловлять в польоті. Вони агресивно захижають кормові території. Сезон розмноження у Східному хребті Колумбійських Анд у фіолетовогорлих еріонів триває протягом всього року, за винятком липня. Самці виконують демонстраційні польоти, літаючи перед самицями. Гніздо розміщується в траві. В кладці 2 білих яйця.